# Skrócenie kretyckie
Skrócenie kretyckie – zjawisko fonetyczne występujące w łacinie w okresie klasycznym. Polega na tym, że głoska końcowa otwarta w wyrazach trzysylabowych o strukturze kretyka (tj. pierwsza sylaba długa, druga krótka, trzecia długa) ulega irracjonalnemu skróceniu.